# Zaharij Zograf
Zaharij Hristovič Dimitrov (in bulgaro Захарий Христович Димитров?), meglio noto come Zaharij Zograf (in bulgaro Захарий Зограф?) (Samokov, 8 ottobre 1810 – Samokov, 14 giugno 1853) è stato un pittore bulgaro del Risorgimento, noto per i suoi dipinti murali nei monasteri e le sue icone, ma considerato altresì il fondatore della pittura profana bulgara, perché introdusse elementi della vita quotidiana nelle sue opere.

## Biografia
Nacque nella città di Samokov nel 1810 e, dopo la precoce morte del padre, fu istruito da suo fratello Dimităr Zograf, con il quale in seguito collaborò. Seguace spirituale di Neofita di Rila fin dal 1827, divenne collaboratore alla pari del fratello all'età di ventun anni, nel 1831, quando fu considerato un maestro.
Le sue migliori icone note sono quelle della chiesa dei Santi Costantino ed Elena a Plovdiv e quelli della chiesa della Madre di Dio di Koprivštica. Gli affreschi più celebri sono quelli della chiesa principale del Monastero di Rila, quelli della cappella e della chiesa di San Nicola del Monastero di Bačkovo, quelli del Monastero di Trojan e quelli del Monastero della Trasfigurazione. Dipinse tre autoritratti murali negli ultimi tre monasteri, un gesto che all'epoca fu ritenuto controverso.
Zahari Zograf visse e operò nel Monte Athos fra il 1851 e il 1852, decorandovi il nartece esterno della Grande Lavra. Negli ultimi anni della sua carriera dipinse anche molti ritratti di donatori, lasciando una grande quantità di schizzi non finiti alla sua morte, provocata dal tifo esantematico il 14 giugno 1853.

## Galleria d'immagini

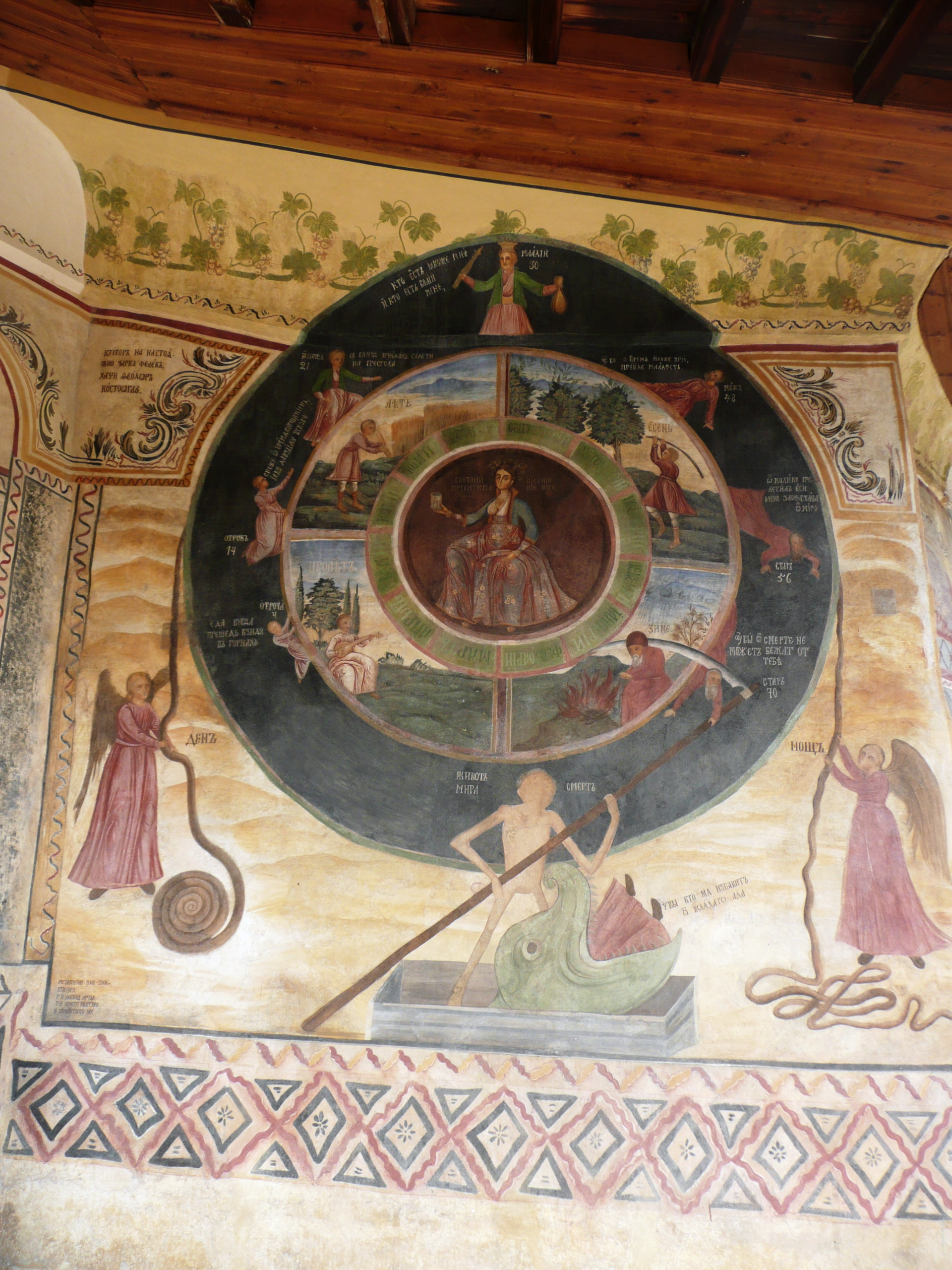
Il cerchio della vita, Monastero della Trasfigurazione, Veliko Tărnovo
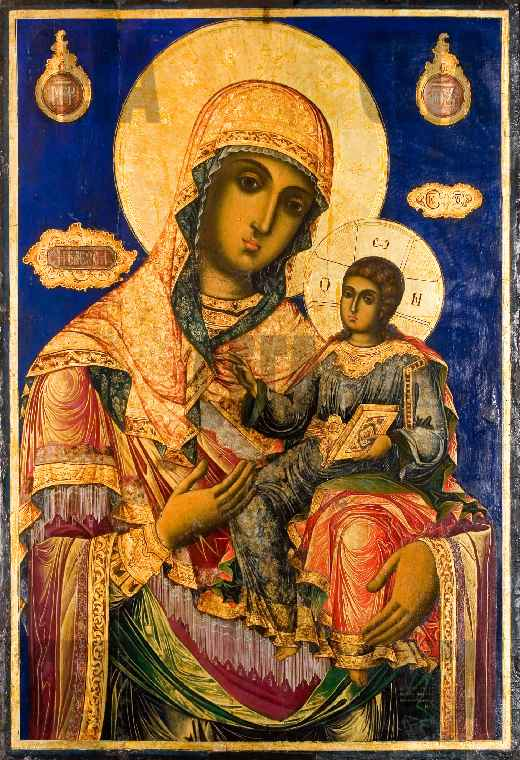
Maria con il Bambino Gesù, chiesa dell'Arcangelo, Monastero di Bačkovo
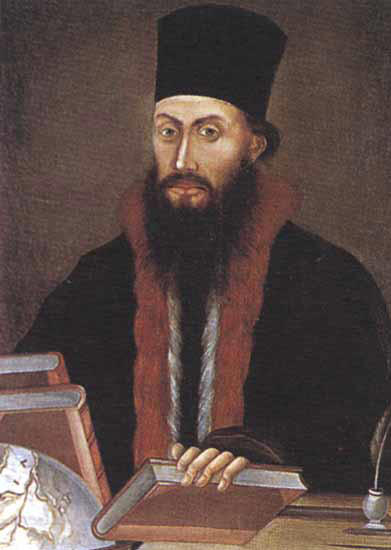
Ritratto di Neofita di Rila  (1838), Galleria nazionale bulgara di Sofia
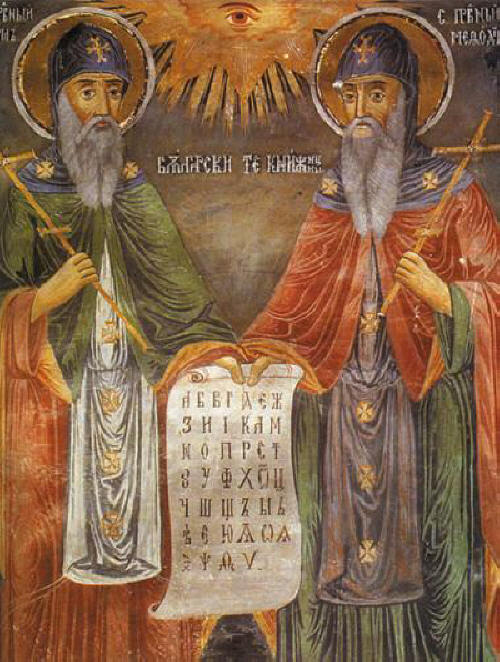
Santi Cirillo e Metodio (1848), Monastero di Trojan